# Baobab (Software)
Baobab (auch Disk Usage Analyzer) ist ein freies Programm zur Analyse der Partitions- bzw. Verzeichnisstruktur. Der Name kommt von den Affenbrotbäumen und ist eine Anspielung auf die Baumcharakteristik von Verzeichnisstrukturen.
In Baobab gibt es zwei Arten, die Verzeichnisstruktur darzustellen:
Eine Art der Darstellung ist ein Kreisdiagramm, in dem es einen Kern gibt (grau), welcher dem gewählten Verzeichnis entspricht. Dann gibt es eine Schicht von Kreisringausschnitten, die die jeweiligen direkten Unterverzeichnisse repräsentieren. In der zweiten Schicht befinden sich die Kreisringausschnitte der Unterverzeichnisse der zweiten Ebene. Die Grafik geht maximal bis zur 5. Ebene. Anders als WinDirStat oder ähnliche Programme zeigt Baobab keine Dateien an.
Als zweite Art der Darstellung kann man das aktuelle Verzeichnis in einem Rechteck anzeigen. Dabei werden ähnlich zu KDirStat weitere Rechtecke für die Unterverzeichnisse eingezeichnet und weitere für die Unterverzeichnisse in weiteren Ebenen.
Da unter unixoiden Betriebssystemen eine Partition in jedes Verzeichnis gemountet werden kann, macht Baobab keinen Unterschied zwischen Partitionen und Verzeichnissen. Somit werden auch eventuelle Partitionen durchsucht, die in den jeweiligen Verzeichnissen eingebunden sind. Allerdings gibt es eine Option, bestimmte gemountete Partitionen zu ignorieren.
Baobab ist in Vala geschrieben und arbeitet mit GTK+.
Es wird in Ubuntu (als Programm Festplattenbelegung analysieren) und openSUSE standardmäßig installiert und ist ein Teil der gnome-utils.

## Ähnliche Tools
- Filelight (KDE, GPL)
- FSView (Unix/Linux, GPL)
- Graphical Disk Map (Linux (GTK+), GPL)
- KDirStat (KDE, GPL)
- Disk Inventory X (macOS, GPL)
- SequoiaView (Windows)
- WinDirStat (Windows)
- TreeSize (Windows)
- JDiskReport (Windows, Mac OS X, Linux, Java)